# Новая Рудня (Житомирский район)

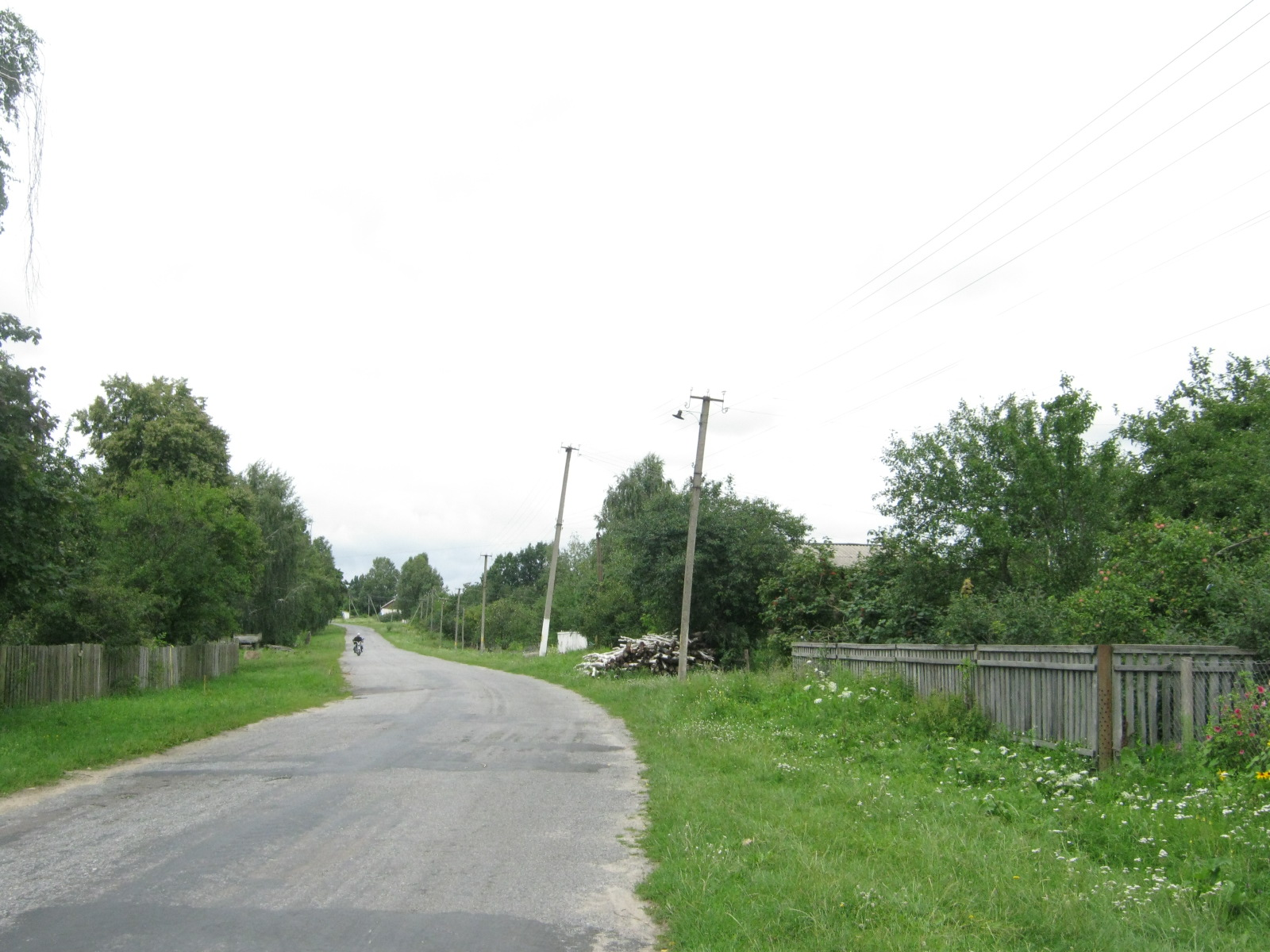
На улице села

Но́вая Ру́дня (укр. Нова Рудня) — село на Украине, находится в Житомирском районе Житомирской области на реке Тетерев.
Код КОАТУУ — 1822080602. Население по переписи 2001 года составляет 219 человек. Почтовый индекс — 12424. Телефонный код — 8 – 0412. Занимает площадь 1,657 км².

## Адрес местного совета
12423, Житомирская область, Житомирский р-н, с. Буки, ул. Гагарина, 2